# New Madrid
New Madrid és una ciutat al comtat de New Madrid, a l'estat de Missouri, 68 quilòmetres al sud de l'estat d'Illinois. La ciutat va ser fundada el 1778 pel governador de Louisiana, Bernardo de Gálvez y Madrid.
La pronunciació del nom de ciutat en anglès dels Estats Units és diferent al de la capital d'Espanya (Madrid), ja que en aquest cas és una paraula plana i no aguda.
L'àrea és famosa per haver patit un seguit de terratrèmols els anys 1811 i 1812, que es consideren els terratrèmols més importants dels quals es tenen dades enregistrades i que van encaminar a crear l'anomenada New Madrid Seismic Zone. Els terratrèmols varen ser tan forts que les rèpliques es notaren a Boston, altres ciutats de l'estat de Massachusetts i Washington DC.

## Geografia
New Madrid es troba localitzada a 36° 35′ 16″ Nord, 89° 32′ 9″ Oest (36.587815, -89.535818)GR1. Segons el Cens del govern dels EUA, la ciutat té una àrea total de 11.7 km².

## Demografia
Segons el cens de l'any 2000, la ciutat tenia 3.334 habitants i 882 famílies. La densitat de població era de 284,8/km². La distribució ètnica de la ciutat és la següent 72,56% caucàsics, 26,48% afroamericans, 0,18% natius americans, 0,30% asiàtics, 0,09% d'altres ètnies. La població llatina representa el 0,69% de la població.
Per edats, el 28,2% es troba sota dels 18 anys, 8,7% entre 18 i 24, 26,0% entre 25 i 44, 21,8% entre 45 i 64, i el 15,4% superen els 65 anys. La mediana d'edat és de 36 anys. Per cada 100 dones hi ha 87.7 homes. Per cada 100 dones amb una edat superior als 18 anys, hi ha 79.5 homes.